# Makapansgat

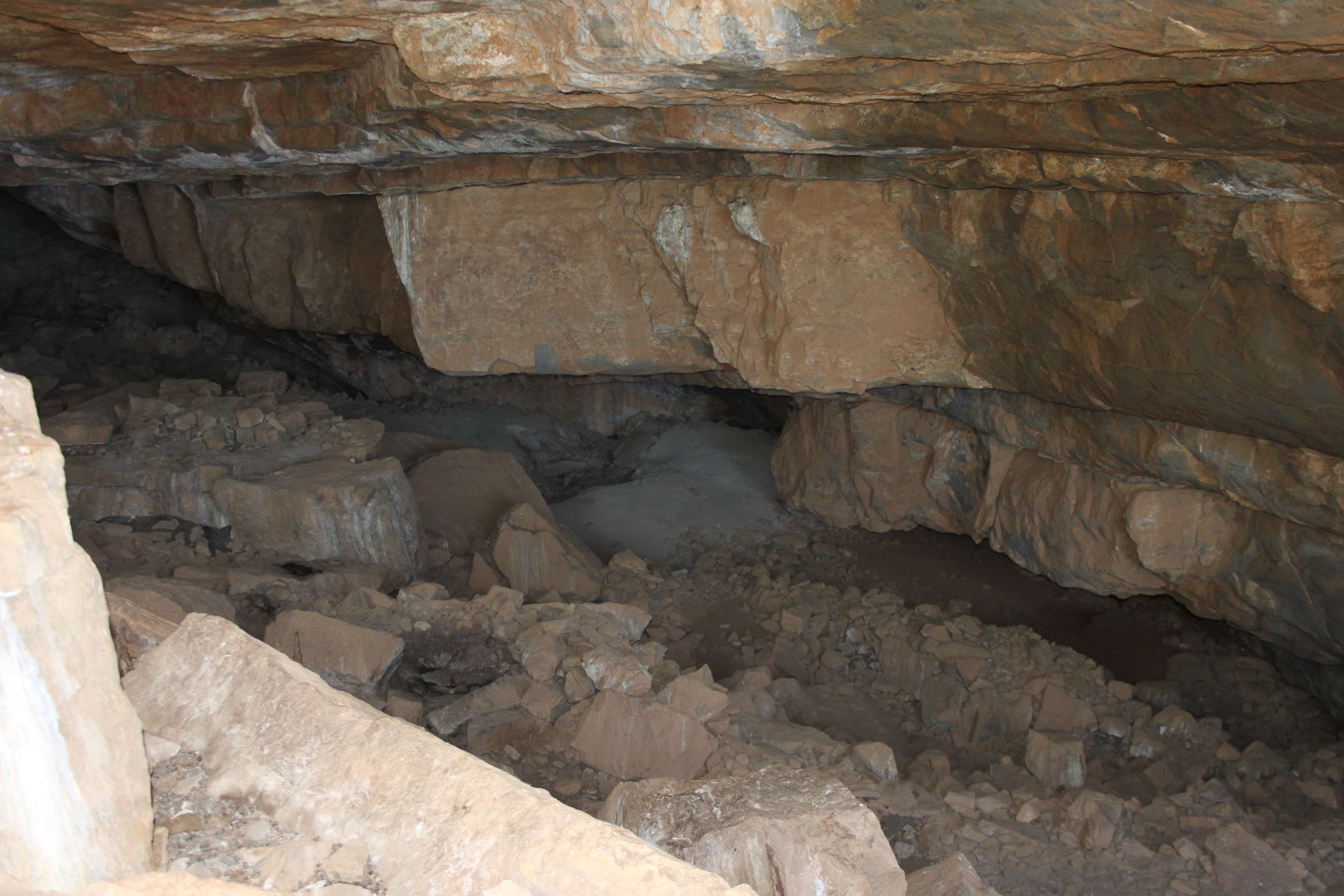
Blick ins Innere der Höhle

Makapansgat (Afrikaans für Makapans Höhle) ist eine archäologische, paläontologische und paläoanthropologische Fundstätte rund 20 Kilometer nordöstlich von Mokopane in der Provinz Limpopo in Südafrika. Sie wird gelegentlich auch als Cave of Gwaša, Historic Cave oder Makapan Limeworks site bezeichnet. Seit 2005 gehören die Höhle und mehr als ein Dutzend weitere Höhlen im Makapan Valley (Makapan-Tal) gemeinsam mit Kromdraai, Sterkfontein, Swartkrans und Taung zum Weltkulturerbe Fossil Hominid Sites of South Africa der UNESCO. In Fachkreisen weltweit bekannt wurde die Höhle, nachdem Raymond Dart die in ihr entdeckten homininen Fossilien im Jahr 1948 einer von ihm neu eingeführten Vormenschenart, Australopithecus prometheus, zuschrieb und behauptete, Australopithecus prometheus habe bereits das Feuer beherrscht und eine osteodontokeratische Kultur entwickelt.

## Name
Benannt wurde die Höhle nach einem Anführer (Chief) des Stammes der Kekana namens Makapan, der sich mit mehreren tausend Kämpfern in der weitläufigen Höhle verschanzt hatte, nachdem sie 1854 eine Gruppe von Treckburen angegriffen und 26 von ihnen getötet hatten. Daraufhin wurde die Höhle von europäischen Siedlern vier Wochen lang belagert und attackiert, mit der Folge, dass zahlreiche Kekana verhungerten und verdursteten oder getötet wurden und die Überlebenden auf Farmen der Buren verschleppt wurden.

## Fossilienfunde

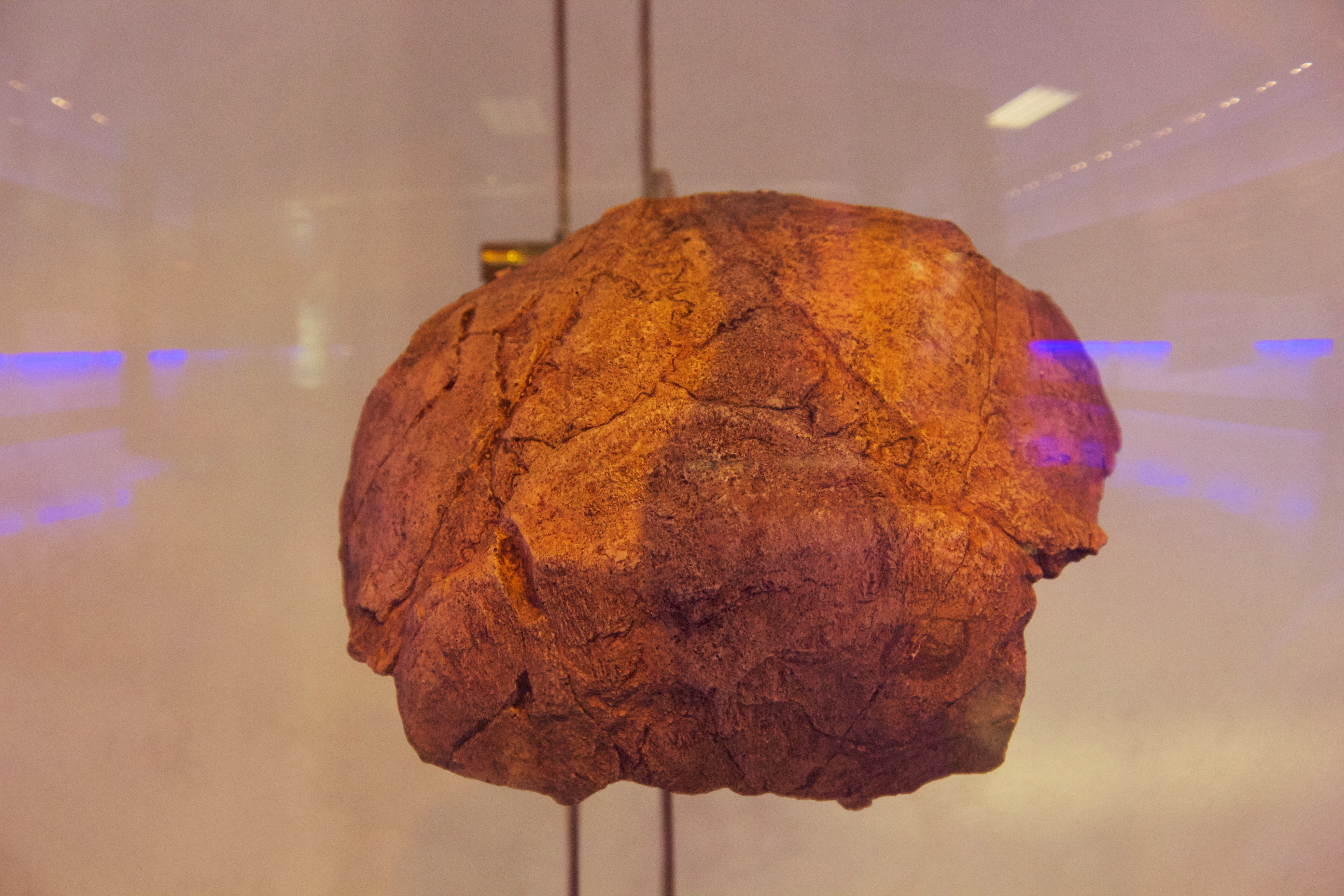
Schädeldach MLD 1 von hinten

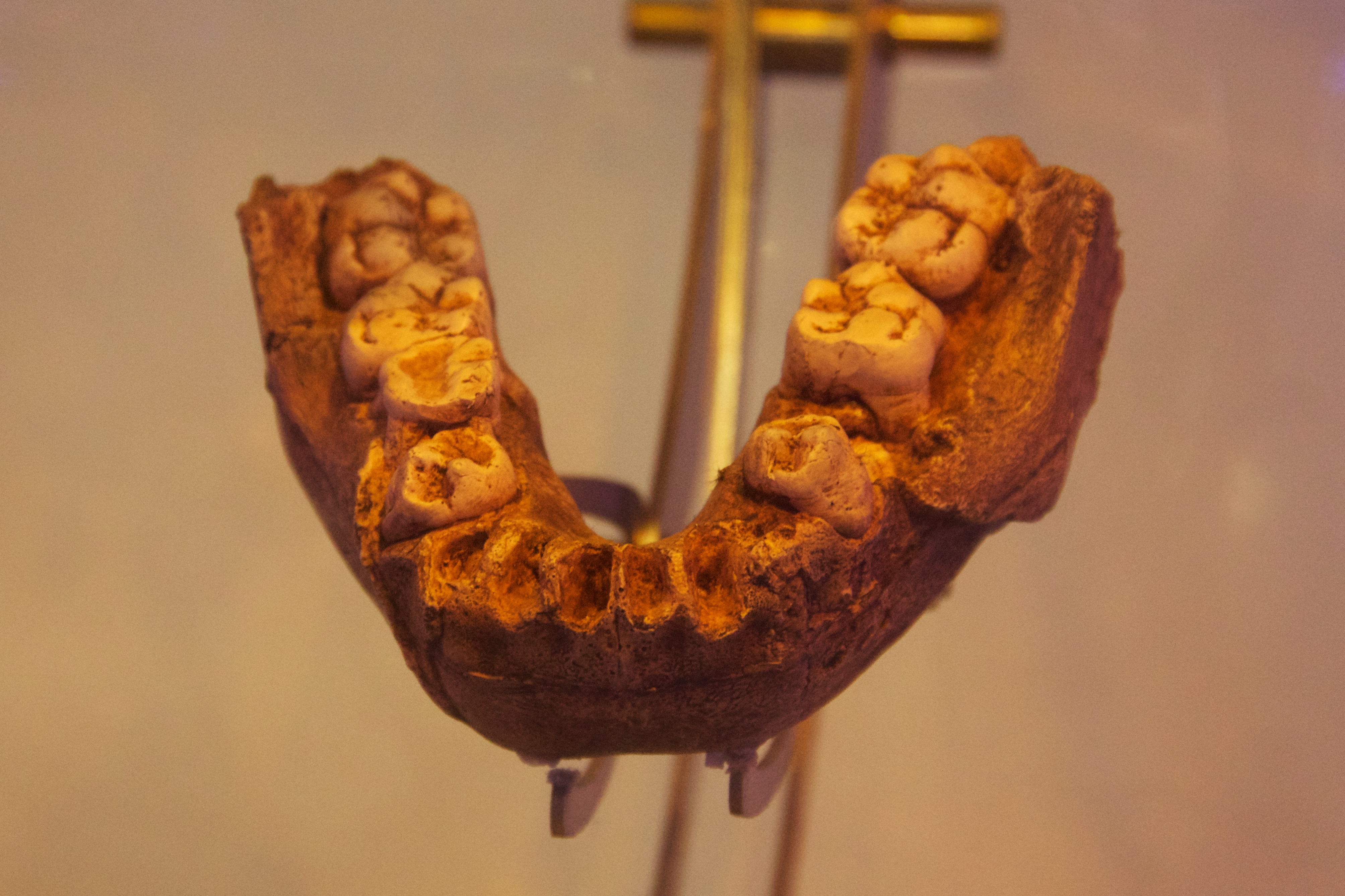
Jugendlicher Unterkiefer MLD 2

Das Gestein im Umkreis von Makapansgat besteht aus rund 2,55 Milliarden Jahre altem präkambrischem Dolomit, der infolge Erosion stark zerklüftet ist; aus dem Gestein wurden zudem zahlreiche Höhlen ausgewaschen. In einer dieser auf natürliche Weise entstandenen Höhlen – aus Makapans Höhle – wurde von Anfang des 20. Jahrhunderts bis 1936 von den Makapansgat Limeworks mithilfe von Sprengungen Kalkstein abgebaut. Die Arbeiter entdeckten nach den Sprengungen häufig fossile Knochen, die aber in der Regel keiner genau datierbaren Bodenschicht mehr zugeordnet werden konnten. Nachdem im Februar 1925 von Raymond Dart ein in einem Kalksteinbruch bei Johannesburg entdeckter Kinderschädel (das „Kind von Taung“) als erster afrikanischer Beleg für eine lange Zeit zuvor auf diesem Kontinent existierende Vormenschenart interpretiert worden war (benamt als Australopithecus africanus), wurde Dart noch im gleichen Jahr von einem Lehrer, Wilfred Eitzman, darauf aufmerksam gemacht, dass es auch in Makapans Höhle Fossilienfunde gebe. Daraufhin fanden wiederholt wissenschaftliche Untersuchungen in der Höhle statt. Im Dezember 1947 wurde schließlich auf einer Abraumhalde ein hominines Schädeldach gefunden (Sammlungsnummer MLD 1, Akronym für Makapansgat Limeworks Deposits), dem heute ein Alter von rund 2,8 Millionen Jahre zugeschrieben wird. Im September 1948 interpretierte Dart das Fossil als Beleg für eine zweite afrikanische Vormenschenart, die er als Australopithecus prometheus benannte. Dieser Art ordnete Dart auch die in der Folgezeit entdeckten homininen Makapansgat-Fossilien zu (so zum Beispiel 1948 den gut erhaltenen jugendlichen Unterkiefer MLD 2), die von anderen Forschern schließlich jedoch Australopithecus africanus zugeführt wurden.
Den Verweis des Artnamens auf Prometheus, einen Titanen der griechischen Mythologie, der den Göttern das Feuer entwendete und es den Menschen brachte, wählte Dart aufgrund einer Fehlinterpretation der Fundumstände: Seit 1925 hatte Wilfred Eitzman ihm aus Makapansgat wiederholt auch fossile Tierknochen mit markanter Schwarzfärbung zukommen lassen, die Dart auf das Einwirken von Hitze bei der Nahrungszubereitung durch die Vormenschen zurückführte. Zudem gelang Dart der Nachweis von aufgelagertem Kohlenstoff auf diesen verfärbten Fossilien, was seine Feuer-Hypothese zu unterstützen schien. Bald stellte sich jedoch heraus, dass die Färbung der Knochen nicht menschengemacht, sondern durch das im Gestein enthaltene Mangandioxid verursacht worden war, und die Spuren von Kohlenstoff waren vermutlich Überreste der Sprengungen beim Kalksteinabbau. Dart jedoch stand zu seiner Hypothese und baute sie Mitte der 1950er-Jahre weiter aus. So behauptete er, die Fossilien von Großtierarten wie Kudus, Nashörnern, Flusspferden und Equiden seien Zeugnis der Jagdbeute von aggressiven Vormenschen, die mithilfe von Werkzeugen aus Knochen, Zähnen und Hörnern erlegt wurden, weswegen er Australopithecus prometheus eine osteodontokeratische Kultur zuschrieb, die der Nutzung von Steinwerkzeugen vorausgegangen sei. Tatsächlich war es umgekehrt: Die Gebeine der großen Pflanzenfresserarten – und vermutlich auch die Australopithecinen – waren von Raubtieren oder Aasfressern in die Höhle geschleppt worden.
Wissenschaftshistorisch bedeutsam sind Darts heute widerlegte Hypothesen insofern, als sie Anstoß zu wichtigen Forschungsprojekten gaben. Mangels genauerer Kenntnisse über das Sozialverhalten der frühen Vorfahren des Menschen und seiner nächsten Verwandten im Tierreich, der afrikanischen Menschenaffen, sowie über das Entstehen von Fossilienlagerstätten waren seine Hypothesen in den 1950er-Jahren zwar umstritten, jedoch nicht widerlegbar. „In dieser Situation wurden die beiden heute für die moderne Paläoanthropologie wichtigsten Forschungsrichtungen initiiert, die Taphonomie und die beobachtende Verhaltensforschung an Primaten. So war beispielsweise der Beginn der Schimpansenforschung Jane Goodalls eine direkte Folge der Aggressions-Theorie Darts, angeregt durch Louis Leakey.“ Aufgegriffen wurden Darts Gedankengänge u. a. 1968 von Arthur C. Clarke und Stanley Kubrick in Form der bekannten Eingangsszene mit einem Oberschenkelknochen-schwingenden Vormenschen in dem Spielfilm 2001: Odyssee im Weltraum.

## Makapan-Tal
Gelegentlich wird das gesamte Makapan-Tal nach der namensgebenden Höhle als Makapansgat bezeichnet, beispielsweise auch in der Antragsbegründung für den Schutz des Gebiets als Weltkulturerbe. Dies geschieht vor dem Hintergrund, dass das Tal zum Gelände einer Farm namens Makapansgat gehört und dass hier eine Siedlungsgeschichte der Hominini belegt ist, die im Makapan-Tal seit 2,8 Millionen Jahren besteht und bis zu den Ethnien der Gegenwart (Shangaan, Sotho und Ndebele) reicht; Tierfossilien sind sogar 3 bis 3,5 Millionen Jahre alt, und aus der Zeit von vor rund 400.000 Jahren wurden in der Cave of Hearths Fossilien von Homo heidelbergensis geborgen; weitere Fundstellen sind u. a. Buffalo Cave, Peppercorn’s Cave und Katzenjammer Cave, Hyaena Cave, Rainbow Cave, Equus Cave und Ficus Cave. Zudem wurden einige Höhlen noch in historischer Zeit als heilige Orte für die Zeremonien von Regenmachern genutzt, und auch heute dient Makapans Höhle gelegentlich als spiritueller Ort.

## Belege
1. ↑  Fossil Hominid Sites of South Africa. (Nomination file 915bis). Auf: whc.unesco.org, abgerufen am 27. Oktober 2021.
2. ↑  Fossil Hominid Sites of South Africa. (Nomination file 915bis). Hier: The Makapan Valley Nomination Dossier, 2005, S. 5. Auf: whc.unesco.org, abgerufen am 27. Oktober 2021.
3. ↑  Jay Naidoo: The Siege of Makapansgat: A Massacre? and A Trekker Victory? In: History in Africa. Band 14, 1987, S. 173–187, doi:10.2307/3171837.
4. ↑  Alf G. Latham et al.: The Makapansgat Australopithecine site from a speleological perspective. In: Geological Society, London, Special Publications. Band 165, Nr. 1, 1999, S. 61–77, doi:10.1144/GSL.SP.1999.165.01.05, Volltext.
5. ↑  Eintrag MLD 1 in: Bernard Wood: Wiley-Blackwell Encyclopedia of Human Evolution. Wiley-Blackwell, 2011, ISBN 978-1-4051-5510-6.
6. ↑   Raymond A. Dart: The Makapansgat proto-human Australopithecus prometheus. In: American Journal of Physical Anthropology. Band 6, Nr. 3, 1948, S. 259–283, doi:10.1002/ajpa.1330060304
7. ↑  Raymond A. Dart: The adolescent mandible of Australopithecus prometheus. In: American Journal of Biological Anthropology. Band 6, Nr. 4, 1948, S. 391–412, doi:10.1002/ajpa.1330060410.
8. ↑  Charles Kimberlin Brain: Fifty Years of Fun with Fossils: Some Cave Taphonomy-Related Ideas and Concepts that Emerged between 1953 and 2003. Kapitel 1 in: Travis Rayne Pickering, Kathy Schick und Nicholas Toth (Hrsg.): Breathing Live into Fossils. Taphonomic Studies in Honor of C.K. (Bob) Brain. Stone Age Institute, 2004, S. 3 (Volltext).
9. ↑   Raymond A. Dart, Dennis Craig: Adventures with the missing link. Harper & Brothers, New York 1959.
10. ↑  Friedemann Schrenk: Die Frühzeit des Menschen. Der Weg zum Homo sapiens. C. H. Beck, 1. Auflage, München 2008, S. 54, ISBN 3-406-41059-6, S. 54.
11. ↑  Lydia Pyne: The Taung Child: The Rise of a Folk Hero. Kapitel 3 in: Dieselbe: Seven Skeletons. The Evolution of the World’s Most Famous Human Fossils. Viking, New York 2016, S. 109, ISBN 978-0-525-42985-2.
12. ↑  Fossil Hominid Sites of South Africa […], The Makapan Valley Nomination Dossier, 2005, S. 1.
13. ↑  Fossil Hominid Sites of South Africa […], The Makapan Valley Nomination Dossier, 2005, S. 8 und 16.

Koordinaten: 24° 9′ 31″ S, 29° 10′ 37″ O